# Нюрымпатыёган
Нюрымпатыёган (устар. Нордум-Пат-Юган) — река в Шурышкарском районе Ямало-Ненецкого АО. Устье находится в 198 км по левому берегу реки Куноват. Длина реки 35 км, значительный приток Сумытсоим — 22 км по правому берегу.

## Данные водного реестра
По данным государственного водного реестра России относится к Нижнеобскому бассейновому округу, водохозяйственный участок реки — Обь от впадения реки Северная Сосьва до города Салехард, речной подбассейн реки — бассейны притоков Оби ниже впадения Северной Сосьвы. Речной бассейн реки — (Нижняя) Обь от впадения Иртыша.